# Angela i Luciana Giussani
Angela Giussani (Milà, 10 de juny de 1922 – Milà, 10 de febrer de 1987) i Luciana Giussani (Milà, 19 d'abril de 1928 – Milà, 31 de març de 2001) van ser una parella d'autores de còmic i editores italianes famoses pel personatge de Diabolik.

## Biografia
Eren filles d'Enrico Giussani, empresari del sector tèxtil i del calçat, i de Vittoria Peracini, suïssa.
Angela Giussani, creadora del famós personatge de còmic Diabolik, el primer fumetto nero en format de butxaca, va rebre el suport posterior en l'escriptura de les històries per la seva germana Luciana Giussani; totes dues van dedicar-hi llavors tota la seva vida professional.
Angela va néixer a Milà el 10 de juny de 1922; després de modelar durant un cert període, es va casar amb l'editor Gino Sansoni el 1946 i va treballar a l'editorial del seu marit - Astoria Edizioni - encarregant-se d'una sèrie que publicava llibres infantils. Aleshores va renunciar a l'editorial Astoria per poder dedicar-se als seus propis projectes. Amb la liquidació obtinguda va fundar Astorina; la seu es va instal·lar en una part del vast pis de Milà, a la via Leopardi 25, que albergava l'Astoria. Hi havia una segona entrada que donava a la cuina; Angela va demanar al seu marit que el pogués utilitzar com a estudi per a dibuixants. Després del primer intent fracassat – la publicació d'un còmic amb les aventures d'un boxejador, Big Ben Bolt – que només va durar dos anys, torna a intentar-ho amb un nou personatge nascut de la lectura d'una novel·la de Fantômas, trobada per casualitat en un tren. El novembre de 1962 es va publicar el primer número de Diabolik amb la trama escrita per la mateixa Angela. Serà l'inici d'una llarga sèrie d'èxits.
Les germanes Giussani van declarar públicament que es van inspirar en una història de crims que va passar a Torí per crear el seu personatge. El 26 de gener de 1958, un home va ser assassinat brutalment i el seu assassí ho havia signat com Diabolich, desafiant la policia a través de cartes i endevinalles. Queda en la memòria com l'assassí de via Fontanesi.
Després de tretze números del nou còmic, Àngela va trucar a la seva germana Luciana, que es va graduar en una escola alemanya i després treballava en una fàbrica d'aspiradores, perquè treballés amb ella; juntes comencen a tenir cura de l'editorial i coescriuen les agosarades aventures del "Rei del Terror".
El 10 de febrer de 1987 Angela va morir amb gairebé 65 anys d'edat, i Luciana va continuar dirigint l'editorial en solitari, deixant però, el 1992, la direcció de Diabolik i, el 1999, també Astorina, tot i que continuava escrivint les històries del seu famós còmic (la seva darrera història de Diabolik és del desembre de 2000: Vampires in Clerville). Va morir el març de 2001 amb gairebé 73 anys.